# Langenbrettach
Langenbrettach (de ⓘ) là một thị xã ở huyện Heilbronn trong bang Baden-Württemberg ở nước Đức. Đô thị này có diện tích 23,97 km², dân số thời điểm 31 tháng 12 năm 2020 là 3894 người.